# 小堀啓爾
小堀 啓爾（こぼり けいじ、1940年 - 2003年9月10日）は、囲碁の観戦記者、ライター。
徳島県徳島市出身。1969年から日本棋院職員として勤務し、のち退社してフリー。1981年から約22年にわたり、毎日新聞の囲碁本因坊戦の観戦記を担当した。
2003年9月10日、間質性肺炎のため死去。

## 著作
- 現代囲碁大系24 杉内雅男（小堀啓爾著、講談社、1981年）
- 現代の棋士12人の世界 小堀啓爾 著 日本棋院  1982(日本棋院選書)
- 現代囲碁大系47 女流珠玉選2（小堀啓爾著、講談社、1983年）
- 基本置碁事典 上巻 (定石の部) 大竹英雄 著,小堀啓爾 編 日本棋院  1984(日本棋院の事典シリーズ)
- 基本置碁事典 下巻 (作戦の部) 大竹英雄 著,小堀啓爾 編 日本棋院  1985(日本棋院の事典シリーズ)
- 日本囲碁大系 第14巻 秀和 / 杉内雅男 解説 小堀啓爾 執筆 林裕 総編集 筑摩書房  1992
- 趙治勲傑作選 1 (名人への道) 趙治勲 解説,小堀啓爾 執筆 筑摩書房  1993
- 趙治勲傑作選 2 (頂上に立つ) 趙治勲 解説,小堀啓爾 執筆 筑摩書房  1993
- 趙治勲傑作選 3 (新たなる出発) 趙治勲 解説,小堀啓爾 執筆 筑摩書房  1993
- 基本置碁事典 上巻 (定石の部) 大竹英雄 著,小堀啓爾 編 日本棋院  1996
- 基本置碁事典 下巻 (作戦の部) 大竹英雄 著,小堀啓爾 編 日本棋院  1996
- 独り荒野をめざせ : 趙治勲物語 小堀啓爾 著 毎日新聞社  1999